# Heteromallus cavicola
Heteromallus cavicola är en insektsart som beskrevs av Kjell Ernst Viktor Ander 1932. Heteromallus cavicola ingår i släktet Heteromallus och familjen grottvårtbitare. Inga underarter finns listade i Catalogue of Life.